# Soul Rebels
Soul Rebels — второй студийный альбом ямайской рэгги-группы The Wailers, выпущенный  компанией Trojan Records в 1970 году. Это первый альбом The Wailers, вышедший за пределами Ямайки. Запись проходила в студии Randy's Studio 17 в Кингстоне, Ямайка.
Впоследствии альбом выходил в разное время под разными лейблами. Издание 2002 года, доступное на CD и DVD-Audio, содержит большое количество бонусных треков.

## Список композиций
Все композиции написаны Бобом Марли, за исключением отмеченных.

### Оригинальное издание
Сторона А
1. «Soul Rebel» – 3:22
2. «Try Me» – 2:50
3. «It's Alright» – 2:39
4. «No Sympathy» (Питер Тош) – 2:18
5. «My Cup» (Джеймс Браун) – 3:39
6. «Soul Almighty» – 2:45

Сторона Б
1. «Rebel's Hop» (Барретт Стронг, Кёртис Мэйфилд, Норман Уайтфилд) – 2:43
2. «Corner Stone» – 2:33
3. «400 Years» (Тош) – 2:37
4. «No Water» – 2:12
5. «Reaction» – 2:46
6. «My Sympathy» – 2:45

### Переиздание 2002 года
1. «Soul Rebel»
2. «Try Me»
3. «It's Alright»
4. «No Sympathy» (Тош)
5. «My Cup» (Браун)
6. «Soul Almighty»
7. «Rebel's Hop» (Стронг, Мэйфилд, Уайтфилд)
8. «Corner Stone»
9. «400 Years»
10. «No Water»
11. «Reaction»
12. «My Sympathy»*

бонус-треки
1. «Dreamland» (Банни Уэйлер)
2. «Dreamland Version»* (Уэйлер)
3. «Dracula»* (Ли Перри)
4. «Soul Rebel Version 4»*
5. «Version Of Cup»* (Перри)
6. «Zig Zag»* (Перри)
7. «Jah Is Mighty»
8. «Brand New Second Hand» (Тош)
9. «Brand New Second Hand Version»* (Тош)
10. «Downpresser» (Тош)

* – при участии The Upsetters